# Saison 4 d'Adventure Time
Chronologie
Saison 3 Saison 5
La quatrième saison de la série d'animation américaine Adventure Time, créée par Pendleton Ward, est originellement diffusée sur la chaîne de télévision Cartoon Network aux États-Unis. La série se base sur un court-métrage d'animation produit pour l'émission Random! Cartoons produite par Frederator Studios. Elle est officiellement diffusée à la télévision américaine le 2 avril 2012, pour s'achever le 22 juillet 2012. La série suit les aventures de Finn, un jeune garçon humain, et de son meilleur ami Jake, un chien anthropomorphe aux pouvoirs magiques capable de changer l'apparence de son corps comme il le désire, vivant tous les deux sur l'île post-apocalyptique de Ooo. Sur leur chemin, ils interagissent avec d'autres personnages principaux incluant princesse Chewing-Gum, le roi des Glaces, et Marceline, la reine des vampires.
Le premier épisode de la saison, Chaud au toucher est regardé par 2,655 millions de téléspectateurs américains ; cela marque un léger déclin comparé au premier épisode de la saison précédente. Le dernier épisode Le roi Liche est regardé par 2,589 millions de téléspectateurs américains. La saison est généralement positivement accueillie par l'ensemble de la presse spécialisée. L'épisode La guerre des cartes, cependant, remporte un Golden Reel Award. De nombreux DVD de la saison ont été commercialisés peu après sa dernière diffusion. La saison complète est prévue pour le 7 octobre 2014 en DVD et Blu-ray sur le continent nord-américain.

## Développement

### Concept
La saison suit les aventures de Finn, un jeune garçon humain, et de son meilleur ami Jake, un chien anthropomorphe aux pouvoirs magiques capable de changer l'apparence de son corps comme il le désire, vivant tous les deux sur l'île post-apocalyptique de Ooo. Sur leur chemin, ils interagissent avec d'autres personnages principaux incluant princesse Chewing-Gum, le roi des Glaces, et Marceline, la reine des vampires,. Le scénario principal se centre sur Finn et Jake faisant la rencontre de créatures étranges, leur devoir de sauver les princesses du roi des Glaces, et de combattre des monstres pour aider les autres. De nombreux épisodes se focalisent également sur l'attirance de Finn envers la princesse Chewing-Gum.

### Production
Le 6 avril 2011, Eric Homan annonce sur le blog officiel de Frederator que, malgré son incapacité à « confirmer ou non » le renouvellement de la série pour une quatrième saison. Le 28 avril 2011, Ward annonce, qu'avec les storyboards de la troisième saison presque terminés, l'équipe de production décide de se concentrer sur une quatrième saison. Le premier épisode à entrer en production est Cinq histoires et une énigme. Cependant, il s'agit du second épisode diffusé.

## Épisodes
| # | Titre                      | Titre                                 | Dialogues et storyboard                     | Date de diffusion | Date de diffusion |
| # | Original                   | Francophone                           | Dialogues et storyboard                     | États-Unis        | France            |
| --- | -------------------------- | ------------------------------------- | ------------------------------------------- | ----------------- | ----------------- |
| 40a | Hot to the Touch           | Chaud au toucher                      | Tom Herpich Rebecca Sugar                   | 2 avril 2012      | 3 février 2013    |
| Finn rencontre la princesse des Flammes et à le coup de foudre. Il lui déclare ses sentiments, mais ceux-ci ne sont pas réciproque. Princesse des Flammes tente alors de tuer Finn.            |                            |                                       |                                             |                   |                   |
| 40b | Five Short Graybles        | Cinq histoires et une énigme          | Tom Herpich Skyler Page Jeffrey Morrow      | 9 avril 2012      | 2 février 2013    |
| Finn et Jake possède le coup de foudre. Princesse Chewing Gum demande de l'aide à la Princesse Lumpy Space, quand Finn et Jake sont tout crus.                                                 |                            |                                       |                                             |                   |                   |
| 41a | Web Weirdos                | Une araignée au plafond               | Ako Castuera Jesse Moynihan                 | 16 avril 2012     | 3 février 2013    |
| |                            |                                       |                                             |                   |                   |
| 41b | Dream of Love              | Rêve d'amour                          | Bert Youn Somvilay Xayaphone                | 23 avril 2012     | 2 février 2013    |
| |                            |                                       |                                             |                   |                   |
| 42a | Return to the Nightosphere | Prisonniers de la nuitosphère         | Ako Castuera Jesse Moynihan                 | 30 avril 2012     | 4 février 2013    |
| |                            |                                       |                                             |                   |                   |
| 42b | Daddy’s Little Monster     | Le petit monstre à son papa           | John W. Hyde Rebecca Sugar                  | 30 avril 2012     | NC                |
| |                            |                                       |                                             |                   |                   |
| 43a | In Your Footsteps          | Dans tes pas...                       | Tom Herpich Skyler Page                     | 7 mai 2012        | 4 février 2013    |
| Un gros ourson veut être un héros comme Finn, mais Jake devient invisible à ses yeux. |                            |                                       |                                             |                   |                   |
| 43b | Hug Wolf                   | Le loup calinou                       | Somvilay Xayaphone Bert Youn                | 14 mai 2012       | 4 février 2013    |
| Finn se transforme en Loup Calinou, et commence à câliner tout peuple du royaume des Confiseries.                                                                                              |                            |                                       |                                             |                   |                   |
| 44a | Princess Monster Wife      | La femme du roi des Glaces            | Somvilay Xayaphone Bert Youn                | 28 mai 2012       | 4 février 2013    |
| Le roi des Glaces fabrique sa nouvelle femme à l'aide de morceaux en provenance de toutes les princesses sur Ooo.                                                                              |                            |                                       |                                             |                   |                   |
| 44b | Goliad                     | Goliad                                | Tom Herpich Skyler Page                     | 4 juin 2012       | 4 février 2013    |
| Princesse Chewing-Gum fabrique un clone, futur-prince du royaume des Confiseries nommé Goliad. Finn et Jake l'initient à la tête du royaume, mais la tâche semble plus difficile.              |                            |                                       |                                             |                   |                   |
| 45a | Beyond this Earthly Realm  | Le royaume des esprits                | Jesse Moynihan Ako Castuera                 | 11 juin 2012      | 6 février 2013    |
| |                            |                                       |                                             |                   |                   |
| 45b | Gotcha!                    | Banco                                 | Rebecca Sugar Jeffrey Morrow                | 18 juin 2012      | 5 février 2013    |
| |                            |                                       |                                             |                   |                   |
| 46a | Princess Cookie            | Princesse Cookie                      | Tom Herpich Skyler Page                     | 25 juin 2012      | 7 février 2013    |
| Jake aide la princesse Cookie. |                            |                                       |                                             |                   |                   |
| 46b | Card Wars                  | La guerre des cartes                  | Somvilay Xayaphone Bert Youn                | 16 juillet 2012   | 6 février 2013    |
| |                            |                                       |                                             |                   |                   |
| 47a | Sons of Mars               | Les fils de Mars                      | Jesse Moynihan Ako Castuera                 | 23 juillet 2012   | 5 février 2013    |
| |                            |                                       |                                             |                   |                   |
| 47b | Burning Low                | Le feu de l'amour                     | Sam To Rebecca Sugar                        | 30 juillet 2012   | 5 février 2013    |
| La princesse Chewing-Gum semble jalouse, du fait que Finn soit en couple avec la princesse des Flammes.                                                                                        |                            |                                       |                                             |                   |                   |
| 48a | BMO Noire                  | Beemo Détective                       | Tom Herpich Skyler Page                     | 6 août 2012       | 8 février 2013    |
| Un matin, Finn ne retrouve plus sa deuxième chaussette. Beemo décide donc de mener l'enquête...                                                                                                |                            |                                       |                                             |                   |                   |
| 48b | King Worm                  | Le roi des Vers                       | Bert Youn Somvilay Xayaphone Steve Wolfhard | 13 août 2012      | 9 février 2013    |
| Finn et Jake se retrouvent dans un mauvais rêve du roi des vers. |                            |                                       |                                             |                   |                   |
| 49a | Lady & Peebles             | Un cœur qui prend tout trop à cœur    | Steven Lecouillard Rebecca Sugar            | 20 août 2012      | 9 février 2013    |
| Princesse Chewing-Gum et Miss Rainicorne partent à l'aventure afin de sauver Finn et Jake dans le royaume du Cœur.                                                                             |                            |                                       |                                             |                   |                   |
| |                            |                                       |                                             |                   |                   |
| 49b | You Made Me!               | Une expérience acide                  | Tom Herpich Jesse Moynihan                  | 27 août 2012      | 10 février 2013   |
| |                            |                                       |                                             |                   |                   |
| 50a | Who Would Win?             | Un duo en duel                        | Jesse Moynihan Ako Castuera                 | 3 septembre 2012  | 10 février 2013   |
| Finn et Jake défient une ferme, mais ils se disputent après que Finn ait cassé le jeu vidéo de Jake.                                                                                           |                            |                                       |                                             |                   |                   |
| 50b | Ignition Point             | Le point de friction                  | Somvilay Xayaphone Bert Youn                | 17 septembre 2012 | 4 février 2013    |
| |                            |                                       |                                             |                   |                   |
| 51a | The Hard Easy              | Une grenouille qui coasse les pieds ! | Tom Herpich Skyler Page                     | 1er octobre 2012  | 11 février 2013   |
| |                            |                                       |                                             |                   |                   |
| 51b | Reign of Gunthers          | L'empire de Gunther                   | Jesse Moynihan Ako Castuera                 | 8 octobre 2012    | 11 février 2013   |
| |                            |                                       |                                             |                   |                   |
| 52a | I Remember You             | La brume des souvenirs                | Steven Denure Rebecca Sugar                 | 15 octobre 2012   | 5 juin 2013       |
| Le roi des Glaces part chez Marceline pour lui donner une bonne chanson afin d'impressionner les princesses, puis, Marceline découvre que le roi des Glaces est Simon Petrikov, son vieil ami. |                            |                                       |                                             |                   |                   |
| 52b | The Lich                   | Le roi Liche                          | Tom Herpich Skyler Page                     | 22 octobre 2012   | 5 juin 2013       |
| Le roi Liche tue Billy et prend son apparence pour que Finn lui donne le livre des héros. |                            |                                       |                                             |                   |                   |